# A Man About Town (film, 1923)
Pour plus de détails, voir Fiche technique et Distribution.
A Man About Town est un film muet américain réalisé par George Jeske et sorti en 1923.

## Synopsis
Ayant remarqué une très jolie femme, un homme se met à la suivre à travers la ville, ce qui amène nombre de perturbations dans le trafic…

## Fiche technique
- Titre : A Man About Town
- Réalisation : George Jeske
- Chef opérateur : Frank Young
- Production : Hal Roach
- Pays de production :  États-Unis
- Distribution : Pathé Exchange
- Genre : Comédie
- Date de sortie :
  - États-Unis : 16 septembre 1923

## Distribution
- Stan Laurel : un homme dans la ville
- Katherine Grant : la fille
- James Finlayson : Humko, le détective du magasin
- Charles Stevenson : le vendeur
- Eddie Baker : le policier
- George Rowe
- Mark Jones
- Sammy Brooks
- Sam Lufkin
- Sunshine Hart